# Nazaret
Nazaret (arapski الناصرة an-Nāṣira; hebrejski נָצְרַת, Standardni hebrejski Náẓərat) grad je na sjeveru Izraela. Novi zavjet spominje Nazaret kao prebivalište Isusa Krista tijekom njegova djetinjstva. Danas je grad jedno od važnih kršćanskih svetišta te ima 72.200 stanovnika (stanje 2009.).

## Etimologija
Etimologija Nazareta od Euzebija do 20. stoljeća navodno potječe od riječi „netser“ koja znači „klijanje“, dok apokrifno Evanđelje po Filipu spominje riječ „Nazara“ koja znači „istina“.

## Geografija
Moderni Nazaret nalazi se na visini od 350 metara iznad razine mora. Lociran je između 500 metara visokih brežuljaka koji formiraju većinu najjužnijih dijelova planinskog masiva Libanona. Nazaret je udaljen 25 kilometara od Galilejskog jezera te oko 9 kilometara zapadno od planine Tabor. Glavna prometnica između Egipta i unutrašnje Azije prolazi u blizini Nazareta te ide sjeverno prema Damasku.
Populacija Nazareta procjenjuje se na oko 70.000. Veći dio stanovništva čine Arapi, od kojih je 35% kršćanske, a 65% muslimanske vjeroispovijesti. Zajedno sa sestrinskim gradom Natzerat Illit (Gornji Nazaret) Nazaret ima ukupno oko 120.000 stanovnika (prema procjeni za 2005. godinu). Nazaret Illit je pak nastanjen većinom Židovima.

## Povijest
Arheološki nalazi pokazali su da je mjesto u 1. stoljeću bilo rijetko naseljeno. Pronađeni su stari grobovi, ostaci zidova terase te temelji tri tornja. Američki arheolog James Strange procijenio je da je Nazaret tijekom Isusovog razdoblja imao samo negdje između 480 do 2.000 stanovnika, te je primijetio da ga židovski izvori ne spominju sve do 3. stoljeća. I Jack Finegan je utvrdio da je Nazaret bio snažan židovski grad tijekom rimskog razdoblja. Drugi pak smatraju da Nazaret tada nije ni postojao jer se ne spominje ni u Starom zavjetu ni u Talmudu, te da iskopine ne pokazuju prisustvo vremena Asirije, Babilonije ili Rimskog Carstva.
Arheološka iskapanja iz 60-ih godina 20. stoljeća donijela su na svjetlo dana i nazaretsko naselje s više nastambi, koje su se sastojale od dijela zidanog kamenom i dijela izdubenog u stijeni, u kojem je bilo smješteno ognjište, kao i prostor za sitnu stoku. Uz kuće u stijeni bili su iskopani i silosi za pohranjivanje uroda. Danas se ovi ostaci nalaze unutar prostora franjevačkog samostana i pod bazilikom Navještenja, gdje se, prema predaji, nalazi Marijina kuća. Ovdje su i ostaci judeo-kršćanske sinagoge s prelaska iz 3. u 4. stoljeće, te bizantske (4. – 5. st.) i velike križarske crkve (12. st.).
Euzebije je zapisao da je povjesničar i putopisac Sekst Julije Afrikanac spomenuo Nazaret kao “malo selo Judeje” u 3. stoljeću. U 6. stoljeću izgrađena je crkva Ukazanja kod izvora vode, znanog i kao Marijino vrelo. Sveti Jeronim u 5. stoljeću također spominje Nazaret kao malo selo. Godine 637. muslimani su osvojili Palestinu, što je prouzročilo Prvi križarski rat u 11. stoljeću. Kontrola nad Galilejom i Nazaretom tijekom tog se vremena mijenjala, što je dovelo do različitog religioznog sastava stanovništva. Tankredi je 1099. osvojio Galileju i postavio Nazaret kao njen glavni grad, da bi godine 1187. Saladin ponovno zauzeo Palestinu.
Nazaret je nakon toga bio pod vlašću Osmanskog Carstva (od 1517.). Nakon Prvog svjetskog rata bio je pod britanskim mandatom, da bi 1948. godine pripao Izraelu.

## Moderni Nazaret
Nazaret je danas grad s najvećom zajednicom izraelskih Arapa u Izraelu. 59% stanovnika današnjeg Nazareta su Arapi zbog čega se ovaj grad naziva katkad "Arapska prijestolnica Izraela". Stari dio grada sastoji se većinom od malih, uskih ulica s arapskom tržnicom. U blizini bazilike Objave planirala se gradnja džamije, što je uzrokovalo razmirice u stanovništvu te je izraelska vlada stopirala gradnju.
Natzerat Illit je pak mladi grad. Osnovan je 1957. godine, a više od polovice stanovništva su useljenici, uglavnom iz bivšeg Sovjetskog Saveza. Bivši gradonačelnik Menachem Ariav počasni je građanin njemačkog grada Leverkusena. Nazaret i Natzerat Illit smatraju se odvojenim gradovima s odvojenom upravom.

## Religiozna svetišta
Nazaret sadrži puno crkava koje su turističke atrakcije.
- Bazilika Navještenja najveći je kršćanski objekt na Bliskom istoku. Po katoličkom vjerovanju, označava mjesto gdje je Gabrijel Mariji objavio rođenje Isusa.
- Pravoslavna crkva je izgradila Crkvu Sv. Gabrijela kao alternativno mjesto objave uz Marijino vrelo.
- Grčka katolička crkva posjeduje sinagogu na mjestu sinagoge gdje je Isus propovijedao, premda je sam objekt iz križarskoga doba i nalazi se na mjestu gdje u 1. stoljeću nije bilo naselje.
- Crkva Sv. Josipa lokacija je radionice Svetog Josipa.
- Bazilika mladog Isusa nalazi se na brijegu koji nadvisuje grad.

## Vanjske poveznice
- Nazaret – službene stranice grada  Arhivirana inačica izvorne stranice od 12. prosinca 2019. (Wayback Machine)
- Rekonstrukcija Nazareta po razdoblju Isusa Krista
- Nazaret – Židovska enciklopedija
- Drevni Nazaret